# Julbock

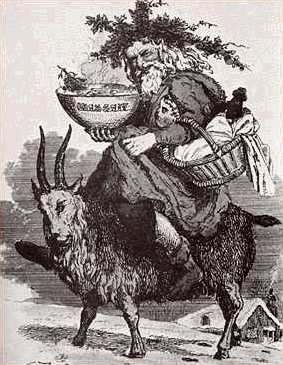
Jultomten som rider på en bock.

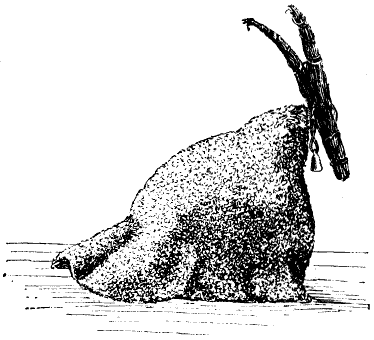
Illustration av jullek med bocktema ifrån Uppland tidigt 1900-tal.

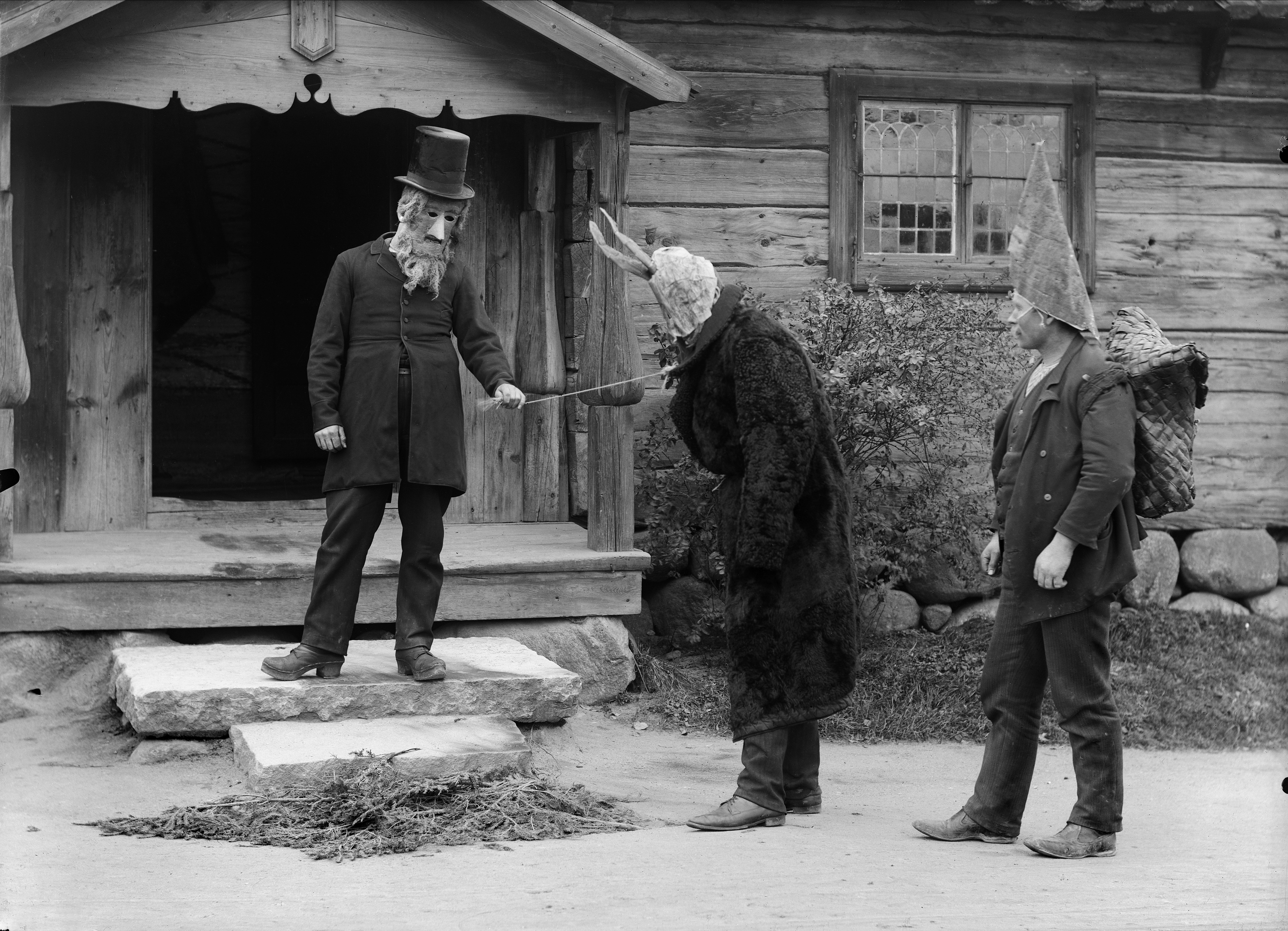
Julbock med sällskap, Skansen, 1910-tal.

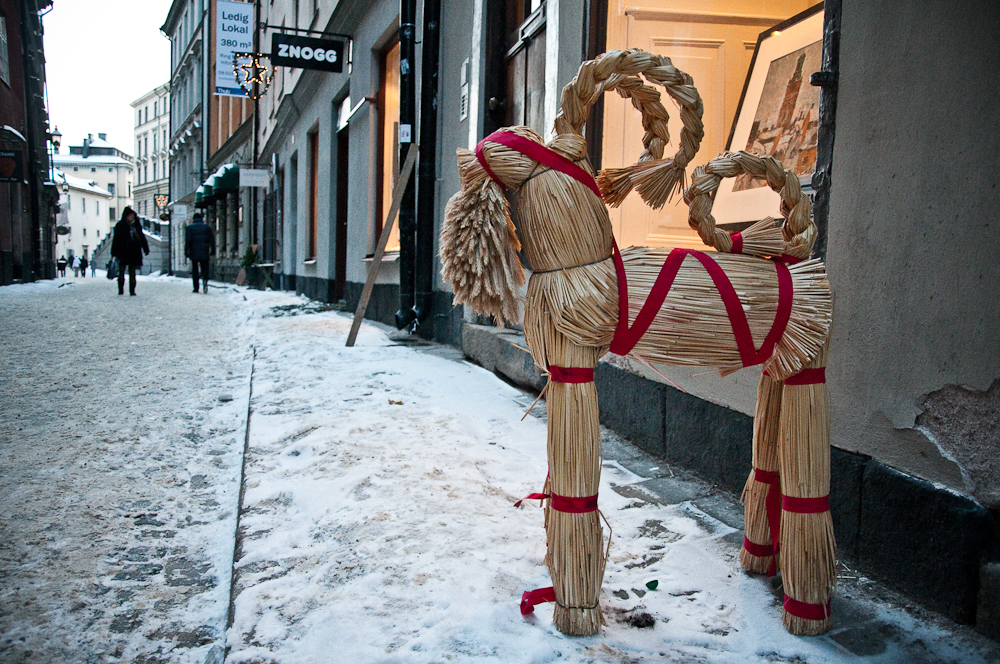
En halmbock i Gamla stan i Stockholm.

Julbocken har använts som symbolisk figur i juletid under mycket lång tid i Skandinavien och norra Europa. Traditionerna kring julbocken är många och julbocken förekommer exempelvis i allehanda lekar och tävlingar och som prydnadsfigur, ofta gjord i halm eller uthuggen i trä.

## Historia
Julbocken har haft olika funktioner och även varit förknippad med olika lekar.

### Bocken som symbol
Bocken som symbol i Norden kan härledas från asatron där åskguden Tor hade en vagn som drogs av de två bockarna Tanngnjóstr och Tanngrisnir. Det finns teorier att traditionen med julbock härstammar från att man kring juletid slaktade en get.

### Äldre historia
De äldsta beläggen i Norden för en bocktradition kring jul är från början av 1700-talet. Då gick ungdomar runt bland gårdarna och framförde enklare skådespel eller sjöng visor. En i sällskapet kunde då vara utklädd till bock, ibland med en mask gjord av halm, och som tack för uppträdandet fick de mat, dryck och pengar till ett gille som hölls i mellandagarna. Det hände att barnen blev skrämda av den utklädda bocken. I delar av Sverige fortlevde denna tradition till mitten av 1900-talet. Under 1800-talet förändrades traditionen gradvis till att en man från den borgerliga samhällsklassen utklädd till bock delade ut julklappar, på ett sätt som föregick jultomten.
En populär lek var också att ställa in en bock av halm (halmbock) eller trä i smyg hos grannarna. Då gällde det för den som fått bocken att osedd lämna tillbaka den. Julbocken kunde även ställas under julbordet och bjudas på julmat.
En äldre bocktradition i Europa, som redan under medeltiden förekom i katolska länder var en djävulsliknande gestalt med hovar och horn som följde med Sankt Nikolaus. Redan från 1000-talet finns dokumenterat att det förekom upptåg där Nikolaus mirakler dramatiserades, och där bocken symboliserade att Nikolaus kunde hålla djävulen i schack. Denna gestalt kallas i vissa länder för Krampus, men trots figurernas likheter är kopplingar mellan dessa båda traditioner oklara.

### Modern historia
Från mitten av 1900-talet tenderar julbockens roll att inskränka sig till att vara en prydnad i närheten av julgranen.
Små halmbockar som kan hängas upp i julgranen och liknande julpynt i halm blev vanligt från 1960-talet i samband med att olika slöjdkurser anordnades. Större halmbockar, upp till flera meter höga, förekommer på vissa gator och torg kring jul. Ett exempel på det sistnämnda är Gävlebocken i Gävle, som har utsetts till världens största halmbock.
I Finland förekommer det fortfarande på vissa ställen att julklapparna delas ut av julbocken, joulupukki, vilket också är det finska ordet för jultomte. Även i svensktalande Österbotten används benämningen julbocken för julklappsutdelaren.